# Aubrey Mather
Aubrey Mather, född 17 december 1885 i Minchinhampton, Gloucestershire, England, död 16 januari 1958 i London, England, var en brittisk skådespelare. Under 1940-talet var han birollsaktör i flera av Hollywoods storfilmer.

## Filmografi, urval
- 1941 – Jag stannar över natten
- 1942 – Slumpens skördar
- 1943 – Till nu och för evigt
- 1943 – Himlen kan vänta
- 1943 – Jane Eyre
- 1943 – Sången om Bernadette
- 1944 – Hämnaren
- 1944 – Över alla hinder
- 1947 – Tvålfagra löften
- 1948 – Don Juans äventyr
- 1948 – Julia gör skandal
- 1948 – Jeanne d’Arc
- 1949 – Den stängda trädgården
- 1952 – En ryslig fästman

## Teater

### Roller
| År   | Roll             | Produktion                         | Regi             | Teater                      |
| ---- | ---------------- | ---------------------------------- | ---------------- | --------------------------- |
| 1950 | Hertig Frederick | As You Like It William Shakespeare | Michael Benthall | Cort Theatre, New York, USA |